# Великі Комніни
Великі Комніни або Мега Комніни (грец. Μεγάλοι Κομνηνοί) — правляча імператорська династія імператорів Східної Римської імперії та імператорів Трапезунду (1204-1461); гілка імператорської династії Комнінів.

## Історія
1204 року Константинополь був захоплений та пограбований католиками-лицарями Четвертого хрестового походу. Східна Римська імперія на деякий час припинила існування. Католиками була створена Латинська імперія. На частині території Східної Римської імперії, що не була зайнята завойовниками утворилась Трапезундська імперія, на чолі з представниками імператорської династії Комнінів, нащадками сина імператора Східної Римської імперії Олексія I Камніна, севастократора Ісака та його дружини княжни Ірини Володарівні, доньки Звенигородського, Перемиського, Галицького князя Володаря Ростиславича
Онуки імператора Східної Римської імперії Андроніка I — Олексій I Великий Комнін і Давид I Великий Комнін, у квітні 1204 року зібрали всі сили і землі, що залишились вірними ідеї Східної Римської імперії, та утворили Трапезуднську державу, ставши родоначальниками династії Великих Комнінів. За підтримки грузинських військ і цариці Тамари, Давид І зміг об'єднати навколо Трапезунда землі на узбережжі Чорного моря, Понт, а також Сіноп, Гераклію Понтійську, Крим і Кубань. Олексій І прийняв імператорський титул.
Олексій І проголосив себе спадкоємцем імператоратів Східної Римської імперії, а рід стали називати Великими Комнінами, та єдиними законними спадкоємціями династії Римських імператорів та трону Східної Римської імперії, щоб вказати свою першість, на відміну від династії Нікейської правителів Ласкарісів чи Епірських князів Ангелів-Комнінів.
До 1282 року правителі з династії Великих Комнінів титулувалися «Вірний Базилевс і Автократор Римлян» (імператор Римлян). У вересні 1282 року в результаті компромісу з імператором Константинополя Михайлом VIII Палеологом Великі Комніни прийняли титул: «вірного Базилевса і Автократора (імператора) всього Сходу, Іберії і Заморії». Імператорами Трапезундської імперії визнавалися лише представники роду Великих Комнінів. 

Мапа Трапезундської імперії після 1204 року

Великі Комніни вступали в шлюбні союзи з представниками правлячих династій Баґратунів, Палеологів, Кантакузинів, Багратидами, князів Самцхе і Теодоро (Мангупу). Наприкінці існування імперії, оточені мусульманськими племенами, Великі Комніни видавали своїх дочок заміж за сусідніх тюркських володарів, емірів і султанів Ак-Каюнлу, Халівії, Джаніка.
Представники династії правили Трапезундською імперією понад 250 років, до того як його держава була окупована турками-османами, через вісім років після падіння Константинополя. Після взяття Трапезунда султаном Мехмедом II у серпні 1461 р. родина останнього імператора Давида ІІ Великого Комнина була депортована на Балкани; а 1 листопада 1463 року колишнього імператора Давида ІІ, його трьох синів і племінника Олексія V - османи стратили в Константинополі.

## Родовід
Ісаак Комнін ∞ княжна Ірина Володарівна донька Звенигородського, Перемиського, Галицького князя Володаря Ростиславича
- Андронік I Комнін (1120 — 1185), імператор Східної Римської імперії ∞ Ірина Айнейадиса
  - Мануїл (1152 — 1185) ∞ Русудана донька Георгія III, царя Грузії

1. Давид І (1184—1214), співімператор Трапезундської імперії у 1204—1212 роках.
2. Олексій I Великий Комнін (1182—1222), 1-й імператор з 1205; ∞ Теодора, донька Івана Аксуха Комніна
  1. NN донька ∞ Андронік I Гід, 2-й імператор (1222—1235)
  2. Іван I (?-1238), 3-й імператор
    1. Іванік, 4-й імператор, ув'язнений в монастирі
    2. Теодора (?-після 1285), імператриця 1284—1285, після монахиня
    3. донька (1260/1261-після 1285) дружина Деметре II, царя Східної Грузії

  3. Мануїл I Великий Комнін (1218—1263), імператор ∞ 1) 1235 Ганна Ксилалоя; 2) Русудана Іберійська, донька Георгія IV; 3) Ірина Сирікаїна-->
    1. Андронік II (1236—1266), 5-й імператор
    2. Георгій I, 5-й імператор (1266—1280), скинутий
    3. Іван II (1262/1263-1297) ∞ Євдокія, донька імператора Михайла VIII Палеолога
      1. Михайло І (1285 — після 1355), імператор (1344—1349) ∞ донька Костянтина Акрополіта
        1. Іван III (1321/1322 — 1362), імператор (1342—1344)

      2. Олексій II (1283—1330), 9-й імператор ∞ Дзяджак, донька Бека I Джакелі, князя Самцхе
        1. Андронік III (?-1332), 10-й імператор, вбитий
          1. Мануїл II (1323/1324-1333), 11-й імператор, вбитий

        2. Михайло (д/н—1330), вбитий братом Андроніком
        3. Георгій (д/н—1330), вбитий братом Андроніком
        4. Ганна (д/н—1342), імператриця Трапезунда, вбита
        5. Євдокія, дружина Аділь-бея Ісфендіяра, еміра Сінопа
        6. Василь І (?-1340), 12-й імператор ∞ 1) Ірина, донька імператора Андроніка III Палеолога  ∞2) Ірина Трапезундська
          1. Олексій (1337-1349)
          2. Олексій III (1338/1339 - 20.3.1390) імператор ∞ Теодора Кантакузен
            1. Василь (1358—1377)
            2. Мануїл III (16.11.1364 - 5.3.1417) ∞ 1) Гулкан (Євдокія), донька Давида IX Грузинського; 2) 1395 Ганна, донька Мануїла Ангела Філантропена, кесаря Фессалії
              1. Олексій IV (?-1429), імператор, вбитий ∞ з 1395 Теодора Кантакузена
                1. Іван IV (?-1460), імператор у 1429—1459, платив данину Мехмету II ∞ 1) донька Олександра I, царя Грузії; 2) донька хана
                  1. Теодора Велика Комніна ∞ Узун-Хасан

                2. Давид ІІ (?-1.11.1463), імператор (1459—1461), страчений разом з 7 з 9 своїх дітей ∞ 1) 1429 Марія, донька Олексія I, князя Теодоро; 2)  1447 Олена, дочка Димитрія I Кантакузіна, деспота Мореї
                  1. Василь (?-1.11.1463, Константинополь), страчений
                  2. Мануіл (?-1.11.1463, Константинополь), страчений
                  3. Георгій (?- після 1463) ?
                  4. Ганна (1447- після 1463)
                  5. NN донька ∞ Мамія Гуріелі, князь Гурії

                3. Марія (?-1439) ∞ Іван VIII Палеолог (1392—1448), імператор
                4. Теодора Трапезундська
                5. Євдоксія Валенса ∞ Нікколо Кріспо, правитель Сіросу

            3. Євдокія ∞ Таджедін, емір Лімни, 2) Костянтин Драгаш
            4. Марія ∞ Сулейман-бей, еміра Чалибії
            5. Ганна (1357 - після 1406), дружина Баграта V, царя Грузії
            6. Андронік Комнін
            7. Іван Комнін

          3. Марія (д/н—1408), дружина Фахраддін Кутлуг-бей, володаря Ак-Коюнлу
          4. Теодора (д/н— після 1358), дружина Ібрагіма, еміра бейліка Хаджимір